# 長谷川佐太郎
長谷川 佐太郎（はせがわ さたろう、文政10年9月6日（1827年10月26日） - 1898年（明治32年）1月26日）は、幕末から明治期にかけての豪農、篤志家、治水家。諱は信之、字は忠卿、号は松坡。

## 生涯
讃岐国那珂郡榎井村（現在の香川県仲多度郡琴平町）に造り酒屋「新吉田屋」を営む豪農の家に生まれる。幼馴染であった日柳燕石らとの交流もあって尊王攘夷運動に強く傾倒し、俗論派から命を狙われた高杉晋作を匿うなど来訪してきた尊攘派の志士を支援した。
安政10年（1854年）に満濃池が決壊したことに心を痛め、百姓総代として倉敷支配所に度々嘆願を行ったが果たせず、明治元年（1868年）に倉敷県を経て明治政府に陳情、その許可を得て、明治2年（1869年）9月から修復工事に取り掛かった。丸亀藩の反対もありながら民部省と大蔵省の指示も得て、明治3年（1870年）6月に築堤工事を完了させた。この工事で1万数千円と多くの私費を投じた佐太郎は、番頭であった丸尾忠太に酒造りの権利を譲ったという。1898年（明治32年）に76歳で死去。